# Nenadkevichite
La nenadkevichite è un minerale appartenente al gruppo omonimo.